# Vremea răzbunării (film)
Vremea răzbunării (în engleză A Time to Kill) este un film american din 1996, regizat de Joel Schumacher și avându-i în rolurile principale pe Sandra Bullock, Samuel L. Jackson, Matthew McConaughey, Ashley Judd, Kiefer Sutherland, Donald Sutherland, Kevin Spacey și Patrick McGoohan. Filmul este o adaptare a romanului ...Și vreme e ca să ucizi (1989) al lui John Grisham.
Cu acțiunea situată în Canton, Mississippi, filmul se învârte în jurul violului unei fete tinere și a arestării violatorilor și apoi a uciderii lor ulterioare de către tatăl fetei, Carl Lee Hailey. Restul filmului se concentrează pe procesul pentru crimă al lui Carl Lee Hailey. La lansarea sa cinematografică, Vremea răzbunării a fost privit ca un succes comercial, având încasări de aproape 110 milioane dolari la casele de bilete din SUA. 

## Rezumat
Doi rasiști albi, Billy Ray Cobb (Nicky Katt) și Pete Willard (Doug Hutchison) dau peste o fetiță negresă de zece ani, pe nume Tonya Hailey (Rae'Ven Larrymore Kelly), în mediul rural din Mississippi. Ei o violează cu brutalitate și o bat pe Tonya, apoi o abandonează pe malul unui râu din apropiere, după o încercare nereușită de a o spânzura. Ea supraviețuiește, iar bărbații sunt arestați.
Tatăl Tonyei, Carl Lee Hailey (Samuel L. Jackson), îl caută pe Jake Brigance (Matthew McConaughey), un avocat alb. Carl Lee este îngrijorat de faptul că bărbații pot fi achitați ca urmare a rasismului adânc înrădăcinat în zona deltei fluviului Mississippi. Ei își aduc aminte de un caz similar, petrecut mai la sud, în care patru adolescenți albi au fost achitați de acuzația de violare a unei fete negre. Brigance admite această posibilitate. Carl Lee dobândește o pușcă M16, merge la tribunalul districtual și deschide focul. Acest lucru duce atât la moartea violatorilor, cât și la rănirea neintenționată a polițistului Looney (Chris Cooper), căruia i se va amputa piciorul. Carl Lee este imediat arestat fără a opune rezistență. Brigance este de acord să-l apere pe Carl Lee pentru o sumă mult mai mică de bani decât ar necesita un astfel de proces. El intenționează să pledeze nevinovat pe motiv de nebunie temporară.
Violul și uciderea ulterioară în scop de răzbunare atrag atenția mass-mediei naționale. Ku Klux Klan-ul începe să se organizeze în zonă, împreună cu Dan Scott. Freddie Lee Cobb (Kiefer Sutherland), fratele lui Billy Ray, îl sună pe Brigance și pe membrii familiei sale, amenințându-i cu moartea și organizează înființarea unei organizații locale a KKK-ului în district. Procurorul districtual, Rufus Buckley (Kevin Spacey), decide să ceară pedeapsa cu moartea pentru criminal, iar judecătorul Omar Noose (Patrick McGoohan) refuză cererea lui Brigance de schimbare a locului de desfășurare a procesului. Brigance cere ajutor pentru apărarea clientului său de la avocatul și prietenul său apropiat, Harry Rex Vonner (Oliver Platt). El caută îndrumare de la activistul liberal Lucien Wilbanks (Donald Sutherland), fost avocat pentru drepturile civile, eliminat din barou pe motiv de comportament violent.
Brigance este abordat de către Ellen Roark (Sandra Bullock), o studentă la drept liberală din Massachusetts, care face parte din ACLU. Brigance este inițial reticent în a accepta colaborarea lui Ellen, dar mai târziu este de acord să o lase să-l ajute. Procesul începe, asupra lui fiind concentrată atenția întregii mass-medii și a publicului. Klanul, care are un membru în cadrul departamentului șerifului, arde o cruce pe gazonul din fața casei lui Brigance. Acest incident duce la o ceartă între Brigance și soția sa, care-l acuză că trebuia să fi comunicat poliției avertismentul lui Carl Lee. Poliția evacuează familia lui Jake din casă. Brigance și poliția capturează pe unul dintre membrii Klanului, asupra căruia găsesc o bombă. Acest lucru îl motivează pe Jake să-și trimită soția și fiica departe în timpul derulării procesului.
După începerea procesului, KKK-ul mărșăluiește pe străzile din Canton și întâlnește un grup mare de protestatari majoritari negri în fața tribunalului. Are loc o ciocnire haotică, iar poliția pierde controlul asupra mulțimii. Un adolescent negru îl ucide pe Marele Dragon KKK (Kurtwood Smith), cu un cocktail Molotov, arzându-l mortal. Atracția lui Brigance față de Roark crește. El merge acasă și-și găsește casa în flăcări. În dimineața următoare, după chemarea Gărzii Naționale din Mississippi pentru a potoli revoltele, Brigance stă încă pe treptele casei lui arse. Harry Rex ajunge la resturile casei lui Brigance acasă și-i spune lui Jake că este timpul să renunțe la caz. Brigance susține că dacă ar renunța acum la proces ar însemna că sacrificiile făcute de el sunt lipsite de sens. Juriul discută cazul în secret într-un restaurant, împotriva instrucțiunilor judecătorilor. Toți, cu excepția unuia singur, înclină spre un verdict de vinovăție, iar soarta lui Carl Lee pare a fi pecetluită.
Freddie Lee Cobb trage asupra lui Brigance atunci când acesta iese din tribunal, dar ratează. Glonțul lovește un gardian, făcându-l să ajungă paralizat. Roark este răpită de oamenii Klanului, bătută, legată de un copac în lenjerie intimă și lăsată să moară. Ea este salvată de către un informator numit "Mickey Mouse", care este unul dintre membrii KKK: Tim Nunley (John Diehl). Brigance merge să-l vadă pe Carl Lee în închisoare și-i recomandă să se declare vinovat. Carl Lee refuză, spunându-i lui Brigance că opiniile sale în materie de justiție și de rasă sunt greșite, adăugând: "Copiii noștri nu se vor juca niciodată împreună". El îi spune apoi lui Jake că motivul pentru care el l-a ales pe Jake ca avocat al apărării este că el crede că Jake, un om alb care-l știe bine pe Carl Lee, ar fi singura persoană care va ști ce să spună juriului pentru a-l convinge să-l achite.
La momentul final al procesului, Brigance spune juraților să închidă ochii și să asculte o poveste. El descrie în detaliu, lent și dureros, violul unei tinere de zece ani, reflectând povestea de viol a Tonyei. El cere apoi juriului, în comentariul său final: "Acum imaginați-vă că e albă". Această explozie finală de imagini contestă însăși natura procesului în sine - în cultura rasistă a comunității în care a avut loc crima - creând impresia că acțiunile lui Hailey nu ar fi fost puse la îndoială în fața instanței dacă victima violului ar fi fost albă. Dacă ar fi fost așa, se presupune că motivul tatălui de a-i ucide pe violatori ar fi fost văzut de public ca fiind justificat, și nu ar fi avut loc nicio urmărire penală.
Argumentul lui Brigance că juriul ar fi cruțat viața unui om alb pentru o crimă în scop de răzbunare îi face pe jurați să-și reconsidere opțiunea. După deliberare, un copil afroamerican iese din tribunal și strigă: "Este nevinovat!" Suporterii lui Hailey exultă, în timp ce membrii KKK, înfuriați, devin din nou violenți. Șeriful Ozzie Walls (Charles S. Dutton) îl arestează pe Freddie Lee, precum și pe adjunctul său rasist. Filmul se termină atunci când Brigance își aduce soția și fiica la o petrecere care are loc la casa lui Carl Lee. Carl Lee este surprins. Jake îi explică: "Mă gândesc că copiii noștri s-ar putea juca împreună", și Carl Lee zâmbește auzind aceasta.

## Distribuție
- Sandra Bullock - Ellen Roark, o studentă la drept care lucrează gratuit pentru apărarea lui Carl Lee Hailey
- Samuel L. Jackson - Carl Lee Hailey, inculpatul
- Matthew McConaughey - Jake Brigance, avocatul apărător al lui Carl Lee Hailey
- Kevin Spacey - Rufus Buckley, procurorul statului
- Brenda Fricker - Ethel Twitty, secretarea lui Brigance
- Oliver Platt - Harry Rex Vonner, avocat apărător asistent
- Charles S. Dutton - Ozzie Walls, șeriful din Canton
- Ashley Judd - Carla Brigance, soția lui Jake
- Patrick McGoohan - judecătorul Omar Noose
- Kiefer Sutherland - Freddie Lee Cobb, fratele rasist al lui Billy Ray
- Donald Sutherland - Lucien Wilbanks, avocat eliminat din barou și mentorul lui Jake
- John Diehl - Tim Nunley, un membru al KKK, ulterior informator (Mickey Mouse)
- Doug Hutchison - James Louis "Pete" Willard, un violator alb
- Nicky Katt - Billy Ray Cobb, un violator alb
- Chris Cooper - Dwayne Looney, polițistul împușcat accidental de Hailey
- Anthony Heald - Dr. Wilbert Rodeheaver, psihiatrul statal
- Rae'Ven Larrymore Kelly - Tonya Hailey, fiica lui Carl Lee, victima violului

## Recepție

### Box office
În conformitate cu Boxofficemojo.com, filmul a adus încasări de peste 108 milioane $ pe plan intern.

### Reacție critică
Filmul a primit recenzii majoritar pozitive din partea criticilor, având un rating de 68% "proaspăt" pe Rotten Tomatoes, bazat pe 50 de comentarii , și un scor de 54 din 100 pe Metacritic, bazat pe 21 de opinii. James Berardinelli a dat filmul de trei stele din patru, numindu-l "implicat, energic și ocazional provocator". Roger Ebert i-a dat, de asemenea, trei stele din patru, spunând: "Am fost absorbit de Vremea răzbunării și am considerat interpretările puternice și convingătoare", și a adăugat că "acesta este cel mai bun dintre versiunile de film după romanele lui Grisham, cred, și a fost regizat cu abilitate de Joel Schumacher".
Filmul a avut parte și de detractori. Anthony Puccinelli a dat filmului o stea, numindu-l "fără valoare" și afirmând: "Vremea răzbunării susține vigilantismul, dar își deghizează mesajul său prin a face un justițiar negru, permițând spectatorilor să creadă că pofta lor de sânge și setea de răzbunare este, de fapt, o empatie pentru oprimați".
Peter Travers a simțit că "ei [Schumacher și scenaristul Akiva Goldsman] se întind prea mult".
Lui Grisham i-a plăcut filmul, el remarcând: "Când totul a fost spus și făcut am fost fericit, fericit că am fost capabili să găsim un copil ca Matthew McConaughey. Nu a fost un film mare, dar a fost unul bun.".
În Europa, filmul a fost obiectul mai multor controverse. Criticii au acuzat filmul că face o apologie pentru pedeapsa cu moartea și dreptul la autoapărare. În Franța, un semn de întrebare a fost adăugat la sfârșitul titlului ("Le Droit de tuer?" / "Dreptul de a ucide?" ) astfel încât să nu șocheze publicul. Amnesty International din Franța folosește cuvântul "perturbator", atunci când se referă la film într-unul din documentele sale. Les Inrockuptibles a descris filmul drept "dezgustător", "împuțit", aproape "fascist", cu un scenariu "ultrapopulist" care te face să vrei să "vomiți". Libération a criticat scenariul, numindu-l "extrem de murdar": film, spune ziarul, "pledează în favoarea cauzei negrului numai pentru a legitima, după mai multe intrigi (învierea Ku Klux Klan-ului, amăgelile instanței, amenințările de orice fel), gestul bolnav al tatălui răzbunător". Potrivit lui Libération, filmul "justifică ceea ce nu poate fi nejustificat" cu un "sentimentalism curgător".

## Premii
- Samuel L. Jackson a primit o nominalizare la Globul de Aur pentru cel mai bun actor în rol secundar.
- Samuel L. Jackson a primit Premiul NAACP Image pentru cel mai bun actor în rol secundar într-un film.
- Premiul Blockbuster Entertainment 1997 - actrița favorită - film de suspans - Sandra Bullock - câștigătoare
- Premiile MTV Movie 1997 - cea mai bună interpretare feminină - Sandra Bullock - nominalizată
- Premiile MTV Movie 1997 - cea mai bună interpretare a unui actor debutant - Matthew McConaughey - câștigător